# هنر معنوی

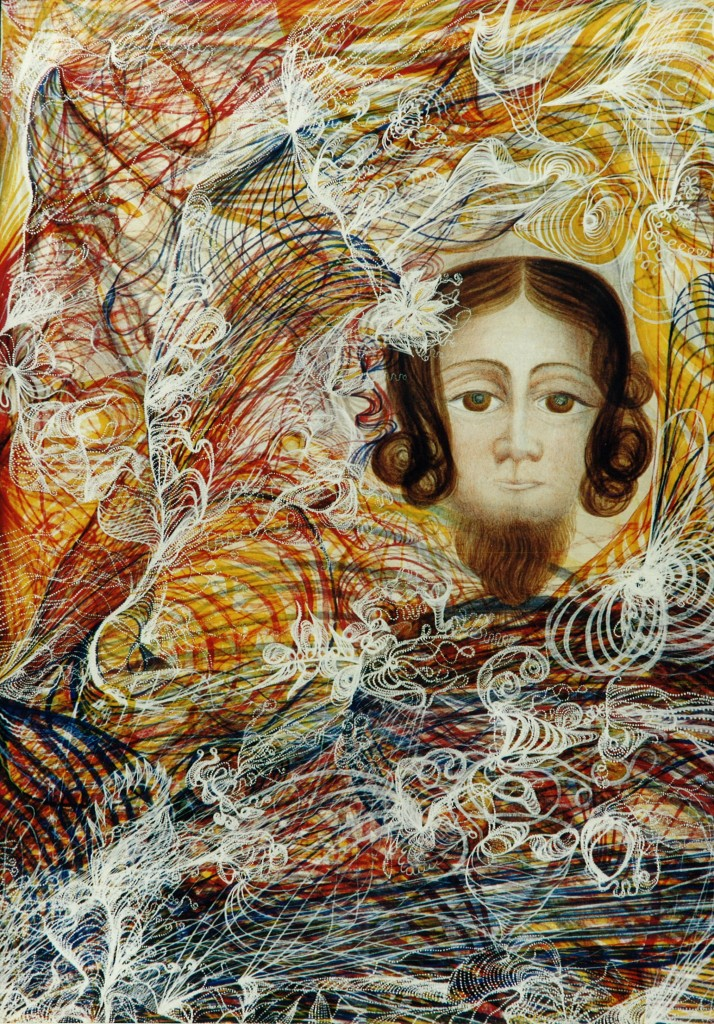
پرتره خداوند عیسی مسیح اثر جورجیانا هوتون

هنر معنوی یا هنر روح یا هنر مدیوم‌ها یا نقاشی روانی شکلی از هنر، عمدتاً نقاشی، متأثر از معنویت گرایی است. معنویت گرایی بر هنر و آگاهی هنری تأثیر گذاشت. هنر معنوی تأثیر زیادی بر مدرنیسم و هنر امروزی گذاشته‌است.
از هنرمندان معنوی مشهور می‌توان به جورجیانا هاتون و پیت موندریان اشاره کرد.
معنویت گرایی همچنین الهام بخش هنر انتزاعی پیشگام واسیلی کاندینسکی، پیت موندریان، کاسیمیر مالویچ و فرانتیشک کوپکا بود.

## به تصویر کشیدن ارواح
در دوران اوج معنویت گرایی، ترسیم پرتره‌هایی از ارواح که به ادعای آنها در طول جلسات حضور داشتند توسط رسانه‌ها بسیار رایج شد.

## آئورا گراف

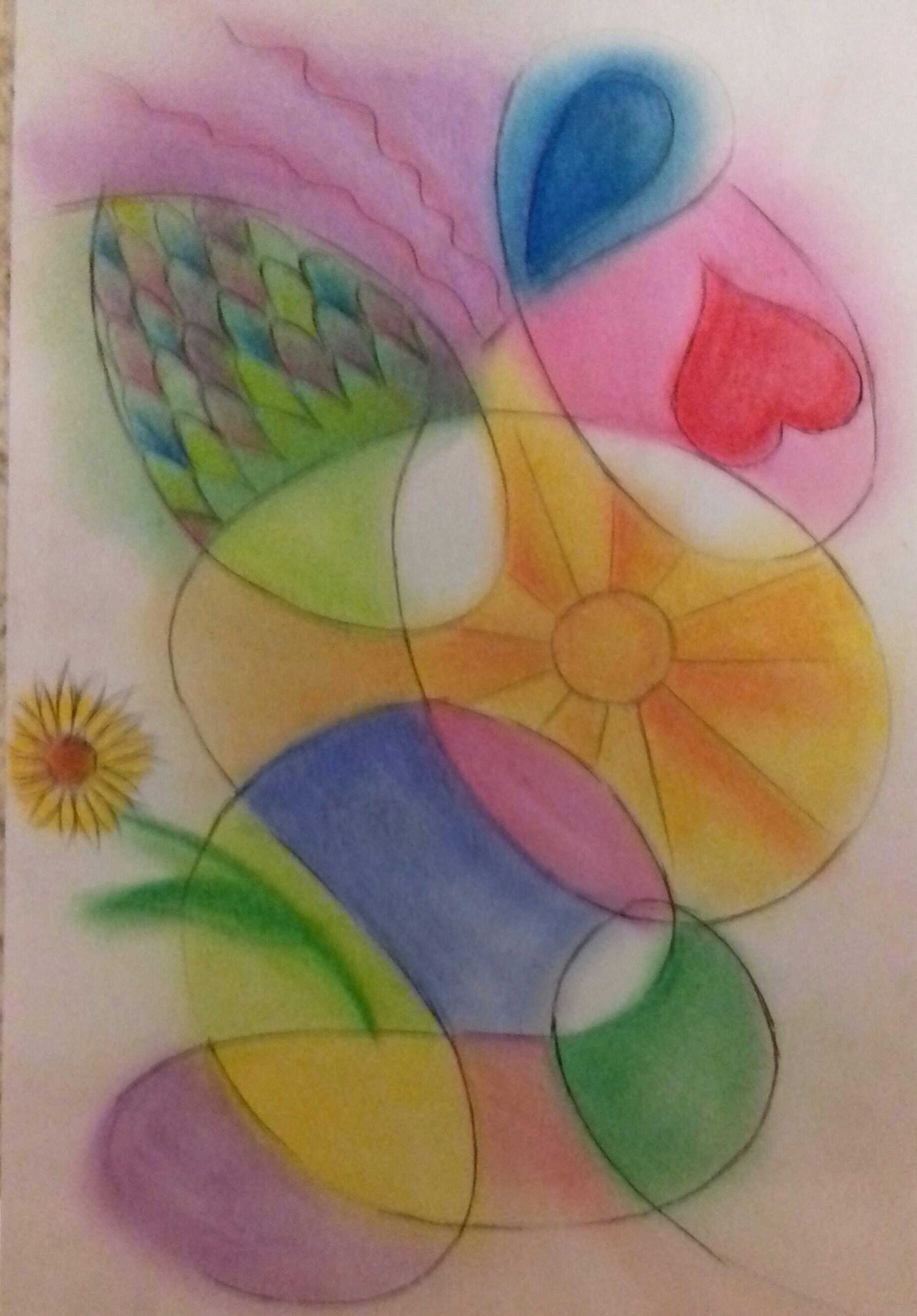
آئوراگراف

Auragraph، نشان دهنده گذشته، حال و پتانسیل یک فرد است که توسط یک روشن بین دیده می‌شود. این نام توسط رسانه انگلیسی هارولد شارپ (۱۸۹۰–۱۹۸۰) مطرح شد و این تکنیک توسعه یافت.